# Președintele Sudanului
Președintele Sudanului  este șeful statului, ocupantul celei mai importante funcții executive în Sudan.

## List
(Dates in italics indicate de facto continuation of office)
|  | Portrait | Incumbent                                                                          | Tenure                             |                  | Party |
|  | -------- | ---------------------------------------------------------------------------------- | ---------------------------------- | ---------------- | ----- |
|  |          |                                                                                    | Turco-Egyptian Sudan               |                  |       |
|  |          | Isma'il Kamil Pasha, Commander                                                     | 1820                               | 1821             |       |
|  |          | Muhammad Bey Defterdar, Commander                                                  | 1821                               | 1824             |       |
|  |          | Osman Bey Jarkas, Commander                                                        | September 1824                     | May 1825         |       |
|  |          | Mahu Bey Urfali, Commander                                                         | May 1825                           | March 1826       |       |
|  |          | Ali Khurshid Agha, Governor                                                        | March 1826                         | 1835             |       |
|  |          | Ali Khurshid Pasha, Hakimdar                                                       | 1835                               | June 1838        |       |
|  |          | Ahmad Pasha abu Widan, Hakimdar                                                    | June 1838                          | 6 October 1843   |       |
|  |          | Ahmad Pasha Manikli (Manliki), Hakimdar                                            | 1843                               | 1845             |       |
|  |          | Khalid Khusraw Pasha, Hakimdar                                                     | 1845                               | 1850             |       |
|  |          | 'Abd al-Latif Pasha, Hakimdar                                                      | 1850                               | January 1851     |       |
|  |          | Rustum Pasha Jarkas, Hakimdar                                                      | January 1851                       | May 1852         |       |
|  |          | Isma'il Haqqi Pasha abu Jabal, Hakimdar                                            | May 1852                           | 1853             |       |
|  |          | Salim Pasha Sa'ib al-Jaza'irli, Hakimdar                                           | 1853                               | 1854             |       |
|  |          | Ali Pasha Sirri al-Arna'ut, Hakimdar                                               | July 1854                          | November 1854    |       |
|  |          | Ali Pasha Jarkas, Governor                                                         | 1854                               | 1855             |       |
|  |          | Arakil Bey al-Armani, Governor                                                     | 1856                               | 1858             |       |
|  |          | Hasan Bey Salama Jarkas, Governor                                                  | 1859                               | 1861             |       |
|  |          | Muhammad Rasikh Bey, Governor                                                      | 1861                               | 1862             |       |
|  |          | Mūsā Pasha Ḥamdī, Hakimdar                                                         | 1862                               | 1865             |       |
|  |          | 'Umar Bey Fakhri, acting Hakimdar                                                  | 1865                               | November 1865    |       |
|  |          | Ja'afar Pasha Sadiq, Hakimdar                                                      | November 1865                      | 1866             |       |
|  |          | Ja'afar Pasha Mazhar, Hakimdar                                                     | 1866                               | 5 February 1871  |       |
|  |          | Ahmad Mumtaz Pasha, Hakimdar                                                       | 5 February 1871                    | October 1872     |       |
|  |          | Edhem Pasha al-Arifi at-Atqalawi, acting Hakimdar                                  | October 1872                       | 1872             |       |
|  |          | Al-Zubayr Rahma Mansur, Hakimdar                                                   | 1872                               | 18 May 1877      |       |
|  |          | Charles George Gordon ("Gordon Pasha"), Hakimdar                                   | May 1877                           | December 1879    |       |
|  |          | Muhammad Rauf Pasha, Hakimdar                                                      | December 1879                      | February 1882    |       |
|  |          | Carl Christian Giegler ("Giegler Pasha"), acting Hakimdar                          | 4 March 1882                       | 11 May 1882      |       |
|  |          | 'Abd al-Qadir Pasha Hilmi, Hakimdar                                                | May 1882                           | March 1883       |       |
|  |          | 'Ala al-Din Pasha Siddiq, Hakimdar                                                 | March 1883                         | 5 November 1883  |       |
|  |          | Henry Watts Russell de Coetlogon, acting Hakimdar                                  | February 1884                      | 18 February 1884 |       |
|  |          | Charles George Gordon ("Gordon Pasha"), Hakimdar                                   | 18 February 1884                   | 26 January 1885  |       |
|  |          | Territory of Turkish Sudan under complete control of Mahdiyah (Mahdist State)      | 26 January 1885                    | 2 October 1898   |       |
|  |          |                                                                                    | Mahdist State                      |                  |       |
|  |          | Muhammad Ahmad, Mahdi                                                              | 29 June 1881                       | 22 June 1885     |       |
|  |          | Abdallahi ibn Muhammad, Khalifa                                                    | 22 June 1885                       | 2 September 1898 |       |
|  |          |                                                                                    | British Military Administration    |                  |       |
|  |          | Herbert Kitchener, 1st Earl Kitchener, Military Governor                           | 2 September 1898                   | 19 January 1899  |       |
|  |          |                                                                                    | Anglo-Egyptian Sudan (condominium) |                  |       |
|  |          | Herbert Kitchener, 1st Earl Kitchener, Governor-General                            | 19 January 1899                    | 22 December 1899 |       |
|  |          | Sir Francis Reginald Wingate, Governor-General                                     | 22 December 1899                   | 31 December 1916 |       |
|  |          | Sir Lee Oliver Fitzmaurice Stack, Governor-General                                 | 1 January 1917                     | 20 November 1924 |       |
|  |          | de⁠(Wasey Sterry)[Sterry&page=de&targettitle=de traduceți], acting Governor-General | 21 November 1924                   | 5 January 1925   |       |

### Governor-General
|  | Portrait | Incumbent                                          | Tenure           |                  | Party |
|  | -------- | -------------------------------------------------- | ---------------- | ---------------- | ----- |
|  |          | Sir Geoffrey Francis Archer, Governor-General      | 5 January 1925   | 6 July 1926      |       |
|  |          | Sir John Loader Maffey, Governor-General           | 31 October 1926  | 10 January 1934  |       |
|  |          | Sir George Stewart Symes, Governor-General         | 10 January 1934  | 19 October 1940  |       |
|  |          | Sir Hubert Jervoise Huddleston, Governor-General   | 19 October 1940  | 8 April 1947     |       |
|  |          | Sir Robert George Howe, Governor-General           | 8 April 1947     | 29 March 1954    |       |
|  |          | Sir Alexander Knox Helm, Governor-General          | 29 March 1954    | 12 December 1955 |       |
|  |          | Muhammad Ahmad Abu Rannat, acting Governor-General | 12 December 1955 | 1 January 1956   |       |

### List
| #  | Portrait | Name                                                   | Tenure       | Tenure     | Party                                           |  |
| -- | -------- | ------------------------------------------------------ | ------------ | ---------- | ----------------------------------------------- |  |
| 1  |          | Mohammed Noor El Din (1903—1985)                       | 1956         | 1958       | independent                                     |  |
| 2  |          | Abdel Fattah Muhammad al-Maghrabi (1896—1977)          | 1956         | 1958       | independent                                     |  |
| 3  |          | Ahmad Muhammad Saleh (1913—2008)                       | 1956         | 1958       | National Unionist Party                         |  |
| 4  |          | Othman Muhammad al-Dardiri (1898—1973)                 | 1956         | 1958       | independent                                     |  |
| 5  |          | Siricio iro Wani (1919—1985)                           | 1956         | 1958       | independent                                     |  |
| 6  |          | Ibrahim Abboud (1900—1983)                             | 1958         | 1964       | military                                        |  |
| 7  |          | Sirr al-Hatim al-Khalifa (1919—2006)                   | 1964         | 1964       | independent                                     |  |
| 8  |          | Abdel Halim Mohammed (1910—2009)                       | 1964         | 1965       | National Umma Party                             |  |
| 9  |          | Tijani al-Mahi (1911—1970)                             | 1964         | 1965       | National Unionist Party                         |  |
| 10 |          | Mubarak al-Fadil Shaddad (1915—?)                      | 1964         | 1965       | independent                                     |  |
| 11 |          | Ibrahim Yusuf Suleiman (1908—1982)                     | 1964         | 1965       | independent                                     |  |
| 12 |          | Luigi Advok Bong Gicomeo (1929—2010)                   |              | 1965       | independent                                     |  |
| 13 |          | Abdullah al-Fadil al-Mahdi (1892—1966)                 | 1965         |            | National Umma Party                             |  |
| 14 |          | Luigi Advok Bong Gicomeo (1929—2010)                   | 1965         |            |                                                 |  |
| 15 |          | Abdel Halim Mohammed (1910—2009)                       | 1965         |            | National Umma Party                             |  |
| 16 |          | Ismail al-Azhari (1900—1969)                           | 1965         | 1968       | Unionist Democratic Party                       |  |
| 17 |          | Hamad, Khader (1908—1970)                              | 1965         | 1968       | Unionist Democratic Party                       |  |
| 18 |          | Philemon Majok (1905—1982)                             |              | 1968       | Unionist Democratic Party                       |  |
| 19 |          | Ismail al-Azhari (1900—1969)                           | 1965         | 1969       | National Unionist Party                         |  |
| 20 |          | Jafar Mohammed Nimeiri (1930—2009)                     | 1969         | 1971       | military                                        |  |
| 21 |          | Babiker al-Nur Osman (1935—1971)                       | 1971         | 1971       |                                                 |  |
| 22 |          | Al-Ata, Hashim (1936—1971)                             | 1971         | 1971       |                                                 |  |
| 23 |          | Jafar Mohammed Nimeiri (1930—2009)                     | 1971         | 1971       |                                                 |  |
| 24 |          | Jafar Mohammed Nimeiri (1930—2009)                     | 1985         | 1985       | Sudanese Socialist Union                        |  |
| 25 |          | Abdel Rahman Siwar ad-Dagab (1934—2018)                | 1985         | 1985       | military                                        |  |
| 25 |          | Abdel Rahman Siwar ad-Dagab (1934—2018)                | 1985         | 1985       | military                                        |  |
| 27 |          | Abdul Rahman Muhammad Hasan Siwar al-Dagab (1934—2018) | 12\|1985     | 6\|5\|1986 | military                                        |  |
| 28 |          | Ahmed Ali al-Mirghani (1941—2008)                      | 5\|1986      | 6\|1989    | Unionist Democratic Party                       |  |
| 29 |          | Omar Hassan Ahmed al-Bashir (1944—)                    | 6\|1989      | 10\|1993   | military                                        |  |
| 29 |          | Omar Hassan Ahmed al-Bashir (1944—)                    | 10\|1993     | 3\|1996    | military                                        |  |
| 30 |          | Omar Hassan Ahmed al-Bashir (1944—)                    | 3\|1996      | 2\|2001    | National Congress of Sudan                      |  |
| 30 |          | Omar Hassan Ahmed al-Bashir (1944—)                    | 2\|2001      | 5\|2010    | National Congress of Sudan                      |  |
| 30 |          | Omar Hassan Ahmed al-Bashir (1944—)                    | 5\|2010      | 2015       | National Congress of Sudan                      |  |
| 30 |          | Omar Hassan Ahmed al-Bashir (1944—)                    | 6\|2015      | 4\|2019    | National Congress of Sudan                      |  |
| 31 |          | Ahmed Awad ibn Auf (1954—)                             | 4\|2019      | 4\|2019    | Military                                        |  |
| 32 |          | Abdel Fattah al-Burhan Abdurrahman (1960—)             | 4\|2019      | 8\|2019    | Military                                        |  |
| 33 |          | Abdel Fattah al-Burhan Abdurrahman (1960—)             | 8\|2019      | 10\|2021   | military                                        |  |
| 34 |          | Muhammad Hamdan Daglo (1975—)                          |              |            |                                                 |  |
| 35 |          | Yasser Abdurrahman Hasan al-Ata (?—)                   |              |            |                                                 |  |
| 36 |          | Shams al-Din Kabashi                                   |              |            |                                                 |  |
| 37 |          | Ibrahim Jabir Karim (?—)                               |              |            |                                                 |  |
| 38 |          | Aisha Musa al-Said                                     |              | 5\|2021    | Forces for freedom and change                   |  |
| 39 |          | Siddiq Tower Kafi (1959—)                              | 25\|10\|2021 |            | Sudanese Baath Party                            |  |
| 40 |          | Muhammad al-Faqi Suleiman                              | 25\|10\|2021 |            | Unionist Association                            |  |
| 41 |          | Hassan Muhammad Idris (?—)                             | 25\|10\|2021 |            | National Umma Party                             |  |
| 42 |          | Muhammad Hassan Othman at-Taisha (1973—)               | 25\|10\|2021 |            | Forces for freedom and change                   |  |
| 43 |          | Raja Nikola Isa Abdel Masih                            | 25\|10\|2021 |            | independent                                     |  |
| 44 |          | Malik Agar (?—)                                        | 25\|10\|2021 | 8\|3\|2021 | Sudan People's Liberation Movement–North (Агар) |  |
| 45 |          | Al-Hadi Idris Yahya (?—)                               | 25\|10\|2021 | 8\|3\|2021 | Transitional Council                            |  |
| 46 |          | Al-Taher Abu Bakr Hajar (?—)                           | 25\|10\|2021 | 8\|3\|2021 | Sudan Liberation Movement for Justice           |  |
| 47 |          | Abdel Fattah al-Burhan Abdurrahman (1960—)             | 10\|2021     | 11\|2021   | military                                        |  |
| 48 |          | Abdel Fattah al-Burhan Abdurrahman (1960—)             | 2021         | active     | military                                        |  |
| 49 |          | Muhammad Hamdan Daglo (1975—)                          | 2021         | 2023       | military                                        |  |
| 50 |          | Yasser Abdurrahman Hasan al-Ata (?—)                   | 2021         | active     | military                                        |  |
| 51 |          | Shams al-Din Kabashi (1961—)                           | 2021         | active     | military                                        |  |
| 52 |          | Ibrahim Jabir Karim (?—)                               | 2021         | active     | military                                        |  |
| 52 |          | Abu al-Qasim Bartom (1965—)                            | 2021         | 2022       | independent                                     |  |
| 53 |          | Salma Abdul Jabbar al-Mubarak Musa (?—)                | 2021         | 2022       | independent                                     |  |
| 54 |          | Yusuf Gad Karim (?—)                                   | 2021         | 2022       | independent                                     |  |
| 55 |          | Abdul Baqi Abdul Qadir ez-Zubair (?—)                  | 2021         | 2021       | independent                                     |  |
| 56 |          | Raja Nikola Isa Abdel Masih (1957—)                    | 2021         | 2022       | independent                                     |  |
| 57 |          | Malik Agar (?—)                                        | 2021         | active     | (Агар)                                          |  |
| 58 |          | Al-Hadi Idris Yahya (?—)                               | 2021         | 2023       | Transitional Council                            |  |
| 59 |          | Al-Taher Abu Bakr Hajar (?—)                           | 2021         | 2023       | Carbino                                         |  |